# Lofi Girl
Lofi Girl è un canale YouTube e un'etichetta discografica francese creati nel 2017. Offre la trasmissione in diretta di musica hip-hop lofi 24/24 e 7/7, accompagnata da un'animazione in stile giapponese che rappresenta un personaggio di una giovane donna che studia o si rilassa.

## Principio
Il canale offre diversi video per ascoltare musica lofi hip-hop.
Le musiche diffuse provengono dalla loro etichetta o da artisti di cui hanno ottenuto il permesso.

## Cronologia
Nel 2015 viene creato su YouTube il canale ChilledCow. Il canale trasmette musica lofi dal vivo. Il suo creatore è un francese, Dimitri Somoguy, uno studente di 20 anni.
Nel luglio 2017, YouTube ha interrotto la trasmissione in diretta. Il canale ha utilizzato immagini del personaggio di Shizuku Tsukishima, tratte dal film d'animazione I sospiri del mio cuore. La trasmissione riprende a settembre 2017 con l'animazione del personaggio di Lofi Girl.
Nel febbraio 2020, il programma «lofi hip hop radio - beats to relax/study to» è stato visto 218 milioni di volte.
Nel marzo 2021, il canale è rinominato Lofi Girl. Il cambiamento di nome è giustificato dal fatto che il personaggio di Lofi Girl, online dal 2017, era diventato l'icona del canale e corrisponderebbe al nuovo nome del canale.
Il 2 febbraio 2022, il canale supera i 10 milioni di iscritti.
Nel luglio 2022, YouTube ha sospeso la trasmissione dei video in diretta del canale Lofi Girl a seguito di una denuncia da parte di FMC Music, un'etichetta malese, per il Digital Millennium Copyright Act (DMCA).
I video risultanti da questo taglio hanno 20.843 ore per 668 milioni di visualizzazioni e 20.772 ore per 129 milioni di visualizzazioni.
Nel 2023, il canale mette in linea un livello diretto con la misuque synthwave. Nello stesso anno, il canale pubblica un video chiamato Snowman.

## Collaborazione
Nel 2023, il canale YouTube di Wattpad carica un video che mostra un personaggio somigliante a Lofi Girl scrivere un testo su un computer. Wattpad annuncia una collaborazione con il canale Lofi Girl e l'istituzione di un concorso da parte di Wattpad.
Nel 2024, il canale fa una partnership con Gravity Fall.